# Empire of Lust
Empire of Lust (hangul:순수의 시대|; RR: Sunsuui sidae, literalmente: "La Edad de la Inocencia") es una película histórica surcoreana. Protagonizada por Shin Ha-kyun, Jang Hyuk, Kang Han-na y Kang Ha-neul.

## Sinopsis
Kim Min-jae (Shin Ha-kyun), es un brillante general, distinguido por proteger las fronteras de la recientemente establecida Dinastía Joseon. Mantiene vigilado a Yi Bang-won (Jang Hyuk), quinto hijo del rey Taejo (Son Byong-ho), quien él cree que tiene ambiciones de tomar el trono, Jin (Kang Ha-neul), es el hijo de Kim Min-Jae y yerno del rey. Debido a su posición como yerno del rey, es incapaz de participar en política y sólo busca placer. Yi Bang-won fue de gran ayuda para que su padre derrocará a la dinastía Goryeo y fundar Joseon, pero fue ignorado por Taejo al escoger un sucesor. Entretanto, Kim Min-jae se enamora por primera vez de una gisaeng llamada Ka-hee (Kang Han-na), tomándola como su concubina, sin darse cuenta de que ella solo busca llevar a cabo su venganza.

## Reparto
- Shin Ha-kyun como Kim Min-jae.[7]
  - Sung Yu-bin como Kim Min-jae (de joven).
- Jang Hyuk como Yi Bang-won (príncipe Jeong'un-gun).
- Kang Han-na como Ka-hee.
- Kang Ha-neul como Kim Jin.[8]
- Som Byong-ho como rey Taejo.
- Lee Jae-yong como Jeong -jeon.
- Choi Moo-sung como Jo Yeong-gyu.[9]
- Kang Kyung-heon como Señora Jeong.
- Kim Da-ye como princesa Gyeongsun (esposa de Kim Jin).
- Kim Gu-taek como Ha Ryun.
- Gi Ju-bong como Jo Jun.
- Kim Seung-gi como Yi Je.
- Lee So-yoon como Sun-bun (criado personal de Kang-hee).
- Hwang Geum-hee como Mae-hyang.
- Sa-hee como Señora Min (esposa de Yi Bang-won).
- Kim Young como criado de Kim Min-jae.
- Moon Young-dong como Nam Eun.
- Yang Young-jo como Shim Hyo-saeng.
- Kim Wang-geun como Eunuco principal.
- Hyun Seok-jun como príncipe heredero.
- Oh Ha-nee como la gisaeng Chwihangru.[10]
- Jo Hee-bong como propietario de hwajeon (cameo).